# رحمت أباد (رباطات)
رحمت أباد (بالفارسية: رحمت‌آباد) هي قرية تقع في إيران في قسم رباطات الريفي.